# 扬-菲利普·拉本特
扬-菲利普·拉本特（德語：Jan-Philipp Rabente，1987年7月3日—），德国男子曲棍球运动员。他曾代表德国国家队参加2012年夏季奥林匹克运动会曲棍球比赛，获得一枚金牌。